# جون وليامز (سياسي كندي)
جون وليامز هو فلاح وسياسي كندي، ولد في 3 يوليو 1860، وتوفي في 2 مارس 1931.